# Ossian (fumetto)
Ossian è un fumetto a sfondo fantasy e horror creato da Martino Barbieri, Patrizia Mandanici e Marcello Toninelli, sceneggiato da Martino Barbieri e disegnato da Patrizia Mandanici.
Si compone di 8 albi, usciti nel 1995 nella collana Star Pocket della Star Comics, e da un "numero zero" a foliazione ridotta, allegato al primo numero della serie.

## Trama
Ossian McHide è un potente mago di origine irlandese, erede di un'antica congrega di druidi, che vive a New Orleans. Assieme al suo aiutante Mac, a suo nipote Bryan (di cui si prende cura dopo la morte della sorella Sheila) e al tenente di polizia Lopez, combatte contro una congrega di demoni che vuole uccidere tutti i sensitivi del mondo, per non avere più ostacoli e scatenare l'armageddon.
Con l'avanzare della serie si scoprirà che in passato la Terra era stata visitata da una razza scientificamente evoluta, i cui rappresentanti erano dotati di poteri mutaforma ed ESP.
Durante una sorta di "battuta di caccia" sul nostro pianeta era avvenuta una scissione nel gruppo degli alieni presenti, che aveva visto uscire vincente una frazione minoritaria, ma alleata con gli umani.
A causa di questi scontri gli alieni avevano perso i mezzi per ritornare al loro mondo di origine ed erano rimasti sulla Terra, usando i loro poteri di mutaforma per riprodursi con le forme di vita terrestri e dando vita alle leggende sui Fomoriani. Gli stessi sensitivi, di cui il protagonista è un esponente dei più potenti, non sono altro che i lontani discendenti dell'unione tra i rappresentanti della fazione filo-umana e gli esseri umani del tempo.

## Albi
| Nr. | Titolo Albo             | Data di pubblicazione | Testi            | Disegni                                      | Copertina          |
| --- | ----------------------- | --------------------- | ---------------- | -------------------------------------------- | ------------------ |
| 0   | Camminano tra di noi    | maggio 1995           | Martino Barbieri | Patrizia Mandanici                           | Patrizia Mandanici |
| 1   | Un mago a New York      | maggio 1995           | Martino Barbieri | Patrizia Mandanici                           | Patrizia Mandanici |
| 2   | Il nesso dimensionale   | giugno 1995           | Martino Barbieri | Patrizia Mandanici                           | Patrizia Mandanici |
| 3   | L'eredità di Connel     | luglio 1995           | Martino Barbieri | Patrizia Mandanici                           | Patrizia Mandanici |
| 4   | Benvenuti a Londra!     | agosto 1995           | Martino Barbieri | Patrizia Mandanici (chine di P. Pierantonio) | Patrizia Mandanici |
| 5   | Orrore dall'abisso      | settembre 1995        | Martino Barbieri | Patrizia Mandanici                           | Patrizia Mandanici |
| 6   | L'antico!               | ottobre 1995          | Martino Barbieri | Patrizia Mandanici                           | Patrizia Mandanici |
| 7   | I figli di Lug          | novembre 1995         | Martino Barbieri | Patrizia Mandanici (chine di F. Caretta)     | Patrizia Mandanici |
| 8   | Alla ricerca di Clayton | dicembre 1995         | Martino Barbieri | Patrizia Mandanici                           | Patrizia Mandanici |